# Kreisgericht Merseburg (Preußen)
Das Kreisgericht Merseburg war von 1849 bis 1879 ein preußisches Kreisgericht mit Sitz in Merseburg.

## Geschichte
Die „Verordnung über die Aufhebung der Privatgerichtsbarkeit und des eximierten Gerichtsstandes sowie über die anderweitige Organisation der Gerichte“ vom 2. Januar 1849 hob dann auch die Patrimonialgerichtsbarkeit auf. Gleichzeitig wurde das Appellationsgericht Naumburg geschaffen, dem Kreisgerichte, darunter das Kreisgericht Merseburg zugeordnet waren. Sein Sprengel umfasste:
| Sprengel | Gerichtseingesessene 1849 |
| --- | ------------------------- |
| Der Kreis Merseburg ohne die Teile, die dem Kreisgericht Halle zugeordnet waren                                                                   | 52.957                    |
| Ein Teil des Kreises Querfurt: Bedra, Braunsdorf, Geiselröhlitz, Gräfendorf, Neumark mit Rittersdorf, Petzendorf, Schortau, Wernsdorf, Zütschdorf | 1.432                     |
| Summe | 54.389                    |

Gerichtskommissionen wurden in Lauchstädt, Lützen und Schkeuditz eingerichtet.
Mit den Reichsjustizgesetzen wurden die Gerichte im Deutschen Reich vereinheitlicht. Das Kreisgericht Merseburg wurde 1879 aufgehoben. Neu eingerichtet wurde nun das Amtsgericht Merseburg im Bezirk des Landgerichtes Halle.

## Gerichtskommission Lützen
Die Gerichtskommission Lützen war für zwei Gerichtsbezirke zuständig. Dieser Sprengel umfasste 1849 zusammen 13.630 Gerichtseingesessene. 1879 wurde die Gerichtskommission aufgehoben und das Amtsgericht Lützen gebildet.
Der erste Gerichtsbezirk umfasste die Stadt Lützen und die Orte Altranstedt, Bothfeld, Ellerbach, Großlehna, Großgoddula, Kleinlehna, Kleincorbetha, Kleingoddula, Kauern, Michlitz, Oetzsch, Oebles, Ragwitz, Schlechtewitz, Treben, Teuditz mit der Saline, Tollwitz, Vesta und Zöllschen.
Der zweite Gerichtsbezirk umfasste die Orte Caja, Döhlen, Dehlitz an der Saale, Eisdorf, Gostau, Großgörschen, Großschkorlopp, Großgöhren, Hohenlohe, Kleingörschen, Kleinschkorlopp, Kitzen, Kölzen, Kleingöhren, Löben, Muschwitz, Meyhen, Meuchen, Oeglitzsch, Peißen, Pobles, Räpitz, Röcken, Rahna, Scheidens, Seegel, Söhesten, Schkeitbar, Schkölen, Schweßwitz, Sittel, Starsiedel, Sößen, Schweßwitz, Thronitz, Tornau, Thesau und Zütschen.

## Gerichtskommission Lauchstädt
Die Gerichtskommission Lauchstädt war für die Städte Lauchstädt und Schaafstedt sowie die Orte Benkendorf, Cracau, Delitz am Berge, Großgräfendorf, Holleben, Hohenweiden, Kleinlauchstedt, Kleingräfendorf, Niederclobicau, Neukirchen, Niederwünsch, Oberclobicau, Röpzig, Rattmannsdorf, Rockendorf, Reinsdorf, Raschwitz, Schotterei, Strößen, Schadendorf und Münchendorf zuständig. Dieser Sprengel umfasste 1849 7.346 Gerichtseingesessene. 1879 wurde die Gerichtskommission aufgehoben und das Amtsgericht Lauchstädt gebildet.

## Gerichtskommission Schkeuditz

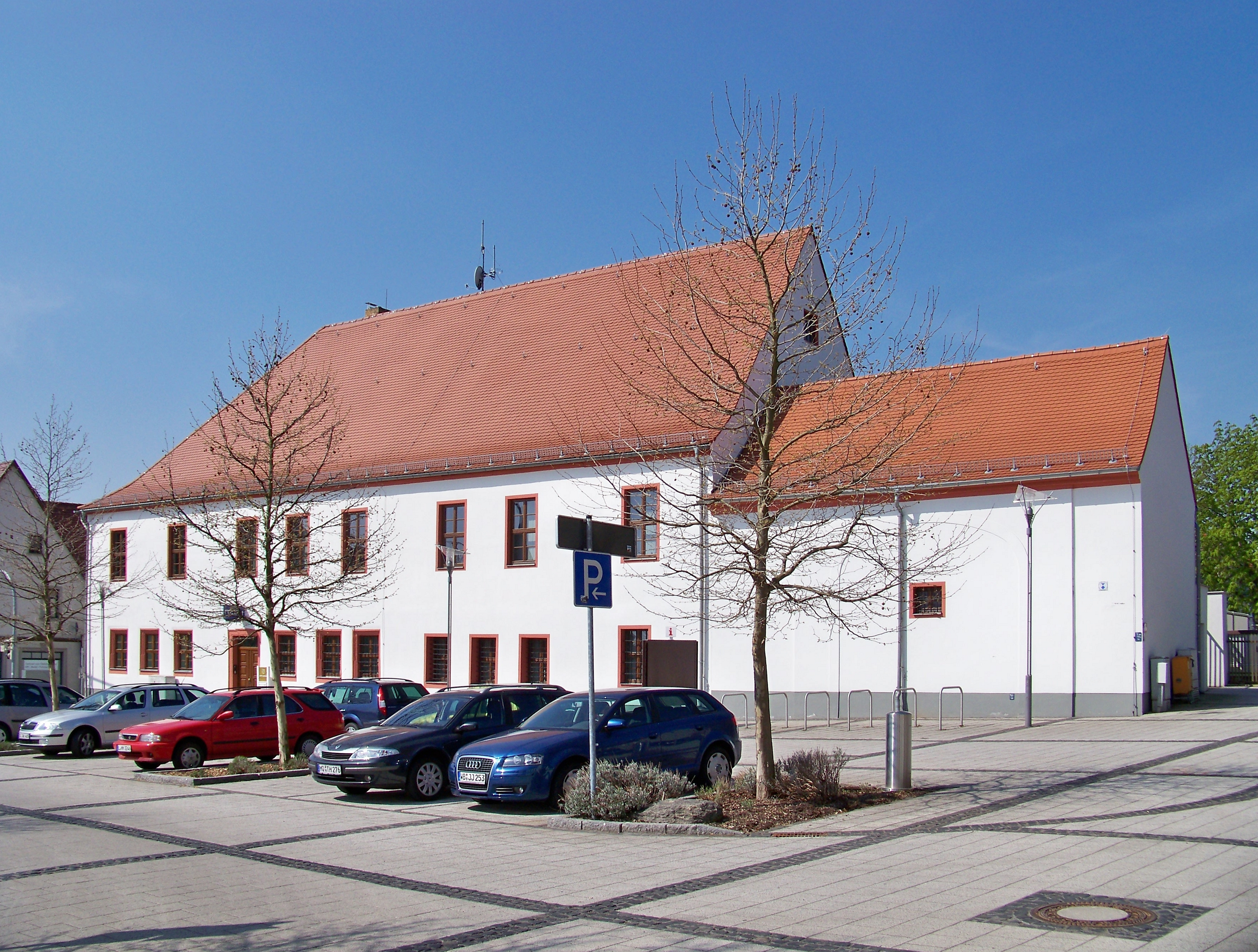
Amtshaus, Sitz der Gerichtskommission Schkeuditz

Die Gerichtskommission Schkeuditz war für die Stadt Schkeuditz und die Orte Altscherbitz, Beuditz, Cursdorf, Ennewitz, Ermlitz mit Rübsen, Günthersdorf, Horburg, Kötschlitz mit dem vormaligen Chausseehause beim schwarzen Bär, Kleinliebenau, Maßlau, Möritzsch, Modelwitz, Groß- und Klein-Papitz und die zu Skeuditz gehörenden 11 Häuser von Wehlitz und Zschöchergen zuständig. Dieser Sprengel umfasste 1849 5.927 Gerichtseingesessene. 1879 wurde die Gerichtskommission aufgehoben und das Amtsgericht Schkeuditz gebildet.
Die Gerichtskommission Schkeuditz hatte seinen Sitz (wie später auch das Amtsgericht Schkeuditz) im Amtshaus (Markt 2). Das Gebäude wird heute als Polizeistation genutzt und steht unter Denkmalschutz.

## Richter
- Busso von Bismarck (von 1874 bis 1879 Direktor)